# Empoulsenia
Empoulsenia is een geslacht van kreeftachtigen uit de klasse van de Ostracoda (mosselkreeftjes).

## Soorten
- Empoulsenia monothrix Kornicker, 1988
- Empoulsenia polythrix Chavtur, 1983